# Atlantic Extraction: Live at Threes
Atlantic Extraction: Live at Threes ist ein Jazzalbum von Nick Dunston. Die am 26. Februar 2020 im Veranstaltungsort Threes Brewing in Brooklyn entstandenen Aufnahmen erschienen am 24. Juli 2020 auf Out of Your Head Records als erste Veröffentlichung in der Reihe Untamed.

## Hintergrund
Der Bassist Nick Dunston, der zuvor in den Gruppen von Amirtha Kidambi (From Untruth), Raf Vertessen, Vijay Iyer, Dave Douglas und Tyshawn Sorey gearbeitet hatte, legte im Jahr 2019 sein Debütalbum mit Atlantic Extraction (Out of Your Head Records) vor. In gleicher Besetzung  – mit Louna Dekker-Vargas (Flöte, Altflöte, Piccoloflöte), Ledah Finck (Violine, Bratsche), Tal Yahalom (Gitarre) und Stephen Boegehold (Schlagzeug) – entstand mit einem iPhone der Livemitschnitt Atlantic Extraction: Live at Threes. Das Album erschien in der Reihe Untamed (deutsch „ungezähmt“), vorbehalten den rein digital entstandenen DIY-Aufnahmen von Out of Your Head Records. Der Fokus bei Untamed liegt auf der Veröffentlichung qualitativ hochwertiger Darbietungen mit einer schnelleren Bearbeitungszeit als bei einem herkömmlichen Studioalbum.

## Titelliste
- Nick Dunston: Atlantic Extraction: Live at Threes (Out of Your Head Records OOYH U001)[1]

1. Part I 30:01
2. Part II 14:57
3. Part I Preview (excerpt) 3:13

Die Kompositionen stammen von Nick Dunston.

## Rezeption
Nach Ansicht von John Sharpe, der das Album in All About Jazz rezensierte, ist die Musik auf dieser Live-Aufnahme zwar Lo-Fi-mäßiger als üblich (sie wurde auf einem iPhone aufgenommen), ist aber in der Tat erstklassig. Während Atlantic Extraction im Studio eine Suiten-ähnliche Struktur präsentierte, würde das Live-Album aus zwei längeren Konzert-Teilen bestehen, die zum Teil das gleiche Material, jedoch in veränderter Form, enthalten. Hier bündele Dunston seine Ressourcen in einem schwindelerregenden Kaleidoskop von Kombinationen, die auf die unterschiedlichen Hintergründe der Teilnehmer in zeitgenössischer Klassik, Improvisation und Jazz hinweisen, sich aber nie explizit dem einen oder anderen Lager zuordnen lassen. Obwohl die Details gelegentlich etwas unklar sein können, sei immer noch genug Klarheit vorhanden, um die fruchtbare Fantasie, die beeindruckende Musikalität und die fokussierte Intensität zu erkennen.